# Capricorn (Distrikt)
Capricorn (englisch Capricorn District Municipality) ist ein Distrikt innerhalb der südafrikanischen Provinz Limpopo. Der Sitz der Distriktverwaltung befindet sich in Polokwane. Bürgermeister ist John Makoro Mpe.
Benannt ist die Distriktgemeinde nach dem Wendekreis des Steinbocks (lat.: tropicus capricorni, engl.: Tropic of Capricorn), der durch den Bezirk verläuft und symbolisch auch sein Wappen teilt.

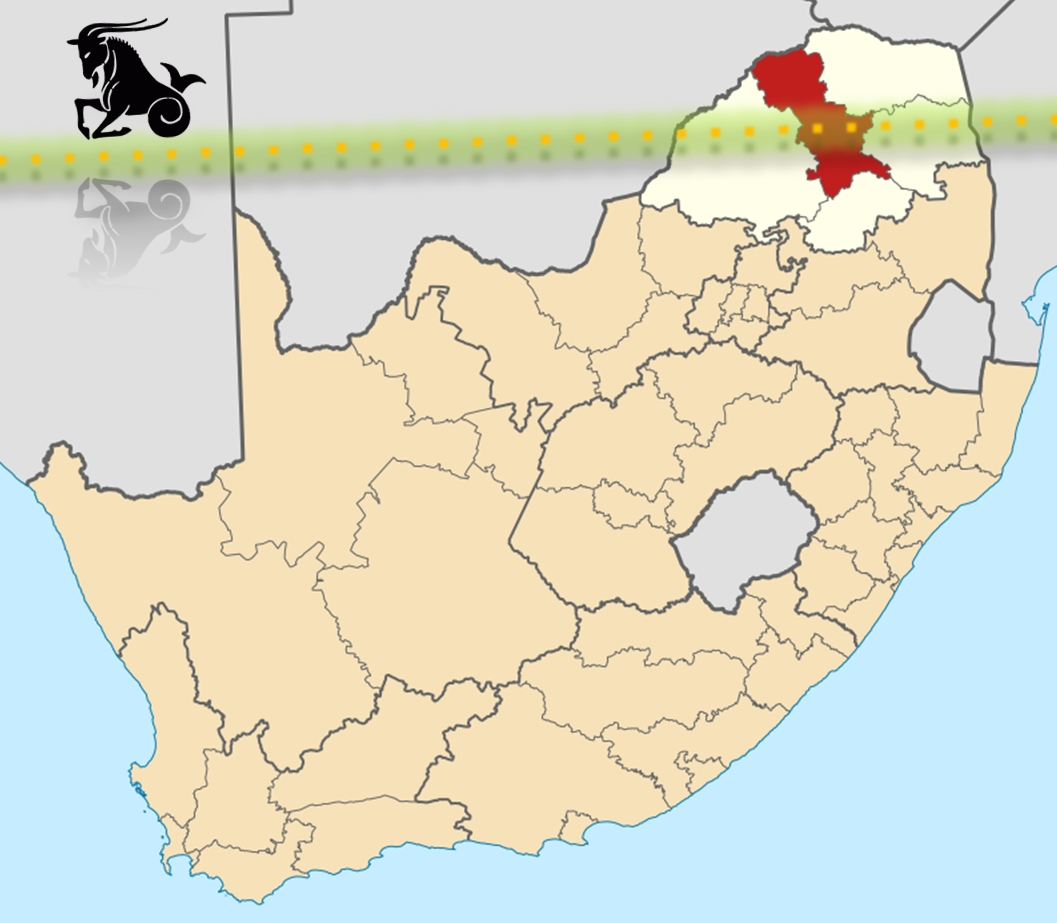
Lage in Südafrika mit
Wendekreis des Steinbocks

## Gliederung
Die Distriktgemeinde wird von folgenden Lokalgemeinden gebildet:
- Blouberg
- Lepelle-Nkumpi
- Molemole
- Polokwane

## Demografie
Gemäß der Volkszählung von 2011 war die Erstsprache zu 84,90 % Sepedi, 2,97 % Afrikaans, 2,60 % Xitsonga, 2,03 % Englisch, 1,99 % isiNdebele und 0,94 % isiZulu. Er hatte 1.261.463 Einwohner (Stand: 2022) und 1.330.436 in 2016 auf einer Gesamtfläche von 21.705 km².